# Royal Orleans

Royal Orleans är en låt av Led Zeppelin på albumet Presence från 1976. Låten är skriven av Robert Plant, Jimmy Page, John Paul Jones och John Bonham. Låten handlar om en händelse som John Paul Jones råkade ut för tidigt i bandets historia. Jones och en transvestit rökte marijuana och somnade vilket ledde till att ett hotellrum på Royal Orleans Hotel brann upp. Ingen blev skadad av händelsen.